# 山场屯站
山场屯站是位于吉林省双辽市山场屯村的一个铁路车站，邮政编码136400。车站建于1923年，有平齐铁路经过该站，现仅办理货运，不办理客运业务，车站及其上下行区间均未电气化。车站距离四平站98公里，隶属沈阳铁路局通辽车务段，是四等站。2014年6月起，增建二线后的平齐线不再经过该站，该站至双辽站之间的平齐线既有段成为专用线。